# 科提王國

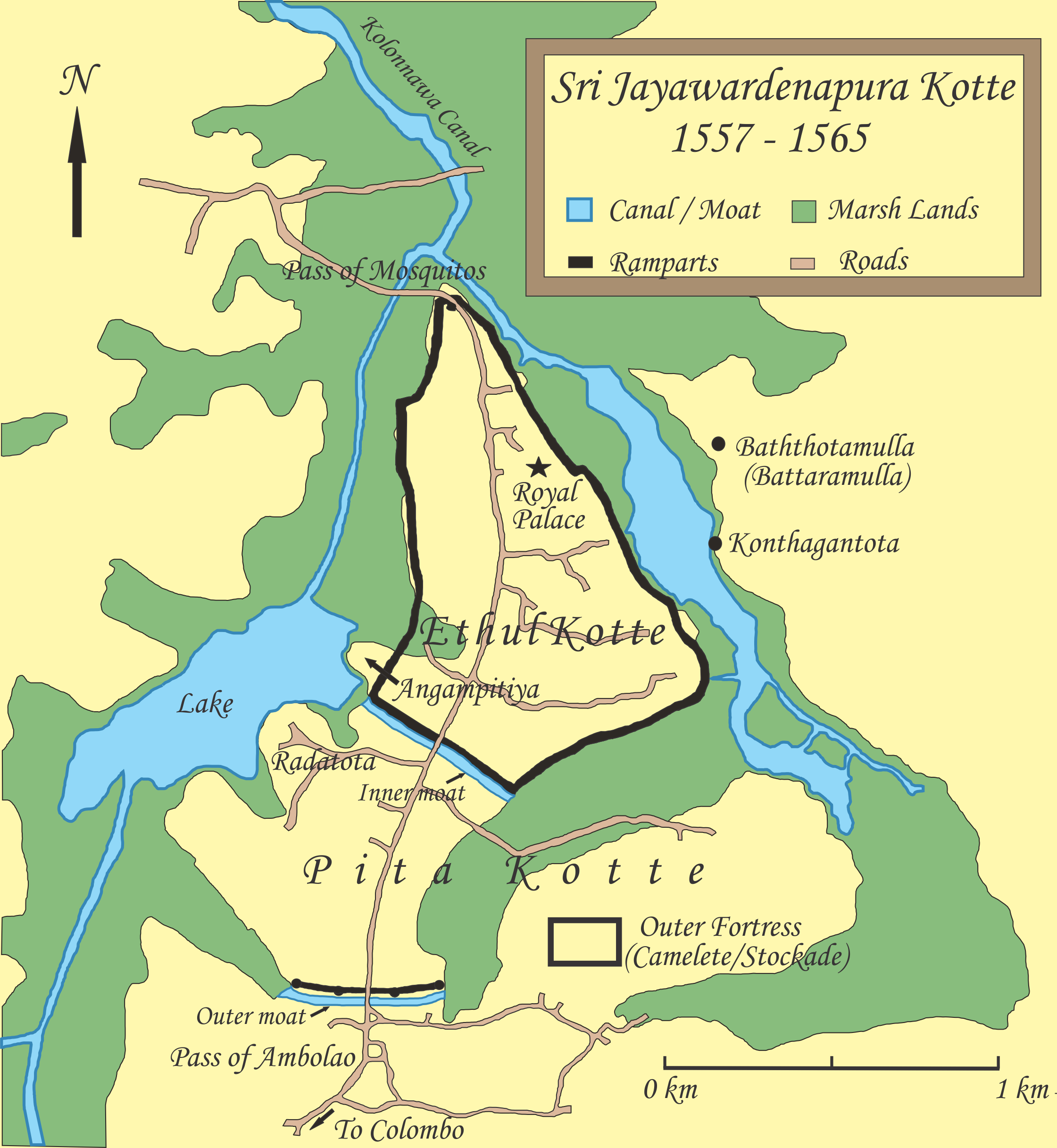
科提王國地圖（1557－1565）

科提王国，是15世纪斯里兰卡历史上的一古代王国。首都科提位于岛的中部，临近今日的科伦坡。科提王国的波罗迦罗摩巴忽六世是最后一位统治全岛的国王。

## 词源
「科提」（කෝට්ටේ）一词在僧伽罗语中意为要塞。源于古代印度语的  。這個名稱由有泰米爾族背景的阿罗吉湿婆罗家族引入，他們據信是來自建志城，即是今天的泰米爾納德邦甘吉布勒姆。

## 科提城的建立
科提最初由甘波罗王国维迦罗摩巴忽三世时期的阿罗吉湿婆罗 (1370–1385) 在抵抗泰米尔人入侵而建立的，除南边有一狭窄地带外，四周都在沼泽的包围之中。波罗迦罗摩巴忽六世在此将其作为都城，是为科提王国。

## 历史
波罗迦罗摩巴忽六世于1412年在罗依伽摩即位，在1415年将首都迁往科提（闍耶伐陀那拘多），并且重建了當地。他在科提修建了一座宫殿和佛牙寺。波罗迦罗摩巴忽六世利用毗奢耶那伽罗王朝與贾夫纳王国關係轉差的機會，首先降服了贾夫纳王国与科提王国之间的十八个梵尼首领，作为征服贾夫纳王国的准备。这场战役是由沙布摩尔王子领导的。當時，泰米爾語是宮廷語言之一。

### 兴起
1450年，波罗迦罗摩巴忽六世占领贾夫纳王国，从而统一全岛。这一时期，斯里兰卡的文学达到了它的鼎盛时期，产生了一些著名的诗人，如：室利·罗睺罗，维达伽摩长老，Karagala Wanarathana thero。但到了波罗迦罗摩巴忽六世去世十年以后的1477年，一些区域性的王国开始强大起来。最著名的当属康提王国，这个王国位于中部山区，在Senasammatha Wickremabahu领导的反叛中于1469年建立。

### 迁都
1509年，科提的波洛罗摩婆诃九世将首都迁到了开拉尼亚，維持到1528年。

### 葡萄牙人的到来
葡萄牙人于1505年，在迦勒港登陆 ，随后他们去了科伦坡。科提人为了首都的安全，从港口修建了一条非常曲折的道路通往科提，以给人科提身在内陆的假象；其实它就在科伦坡附近。不过，这一良好的愿望被葡萄牙人无情的打破了——葡萄牙人在去往科提的路上清晰地听见了停泊在港口的同伴的炮声。不过这时的葡萄牙人还专注在于科提王国的贸易上。

### 王国的终结

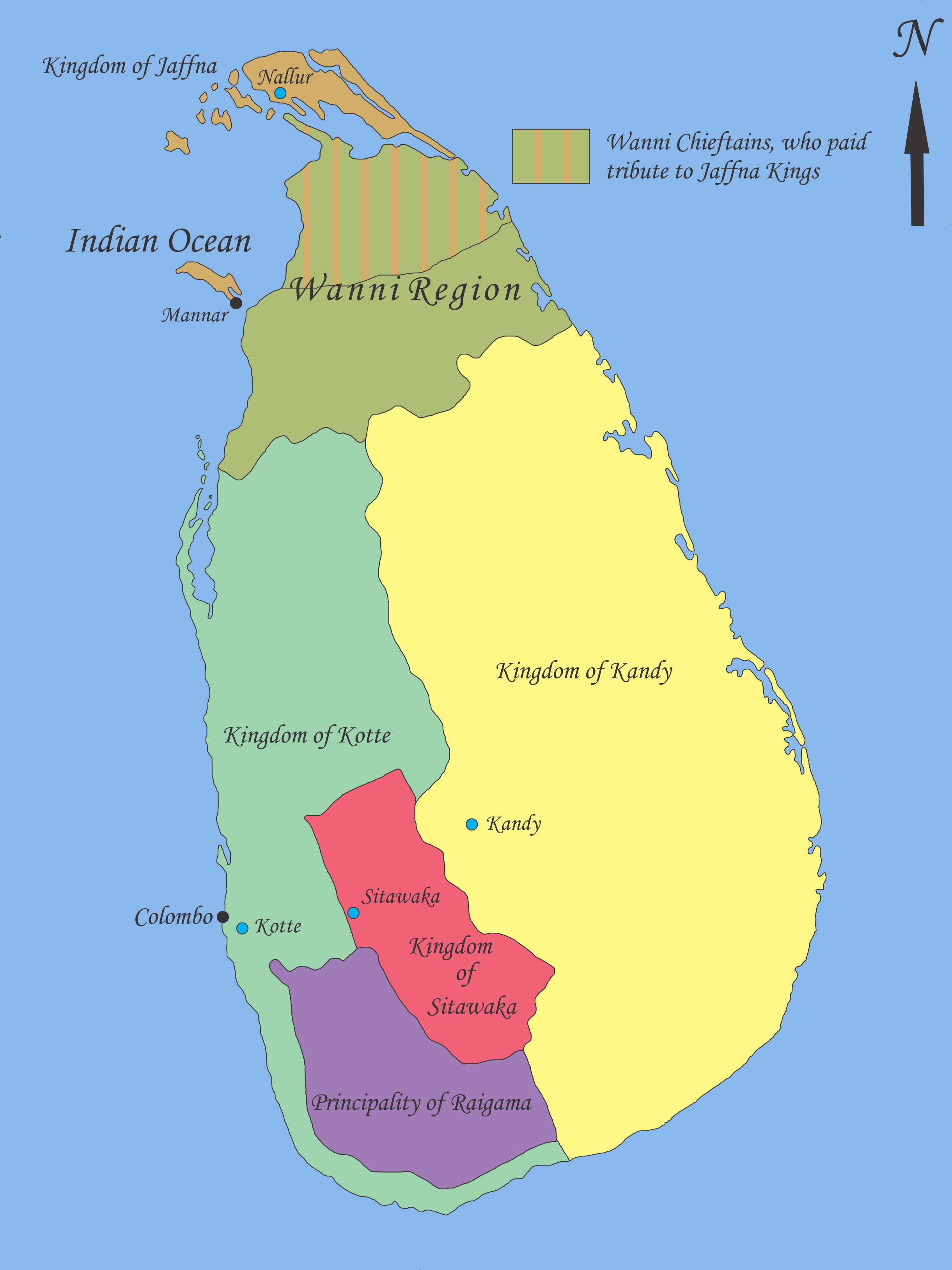
「維闍耶巴忽瓜分」（1521年）後的斯里蘭卡政治格局

科提王国在1521年一次被称为「Wijayaba Kollaya」（維闍耶巴忽之變）的事變中走向衰落，维阇耶巴忽六世的三个儿子杀死了他，并瓜分了王国 。由此产生了三个王国：科提、悉多伐伽、罗依伽摩侯国 。悉多伐伽王国在岛内一度居于支配地位，这时科提王国却不得不向葡萄牙人寻求援助。
Wijayabe Kollaya之后，布伐奈迦巴忽七世通过葡萄牙人的协助与悉多伐伽的摩耶杜涅对抗。布伐奈迦巴忽七世在把他的外孙达摩波罗王子定为继承人，并且皈依天主教，之后“意外”被葡萄牙士兵枪杀。
1565年 ，在摩耶杜涅和其子罗阇辛伽一世的不断侵擾下，达摩波罗不得不放弃科提，转而迁都科伦坡，并将自己置于葡萄牙人的保护之下。科提的大部分领土都被悉多伐伽王国占领 。不过，在1594年悉多伐伽崩溃之后，这些领土又重新为科提所占据。1597年，达摩波罗将科提赠予了葡萄牙王室，意味着科提时代的终结。

## 軍隊
科提王國軍隊與國家興衰緊扣在一起。當時所寫的詩詞生動地記錄了當代的軍隊。在葡萄牙人來到以前，無跡象顯示國內有使用火器。軍隊劃分了四個部門：
- Ath - 象團
- Ashwa - 馬團
- Riya - 車團
- Pabala - 步兵團

### 著名將領
後期的科提王國，將領多是葡萄牙人。
- 阿罗吉湿婆罗（英语：Alagakkonara）
- 波罗迦罗摩巴忽六世（英语：Parakramabahu VI of Kotte）
- 普伐內迦巴忽六世（英语：Bhuvanaikabahu VI of Kotte）
- 班達拉（Veediya Bandara）

### 重大的军事胜利
- 1450年征服贾夫纳王国。
- 征服梵尼酋邦（英语：Vannimai）。
- 成功平定Jothiya Situ發起的中部山区叛亂。
- 占领毗奢耶那伽罗帝国一座港口，以报复当地首领对科提商船的劫掠，在这之后每年征收摩俱丹姆•科提的四座村庄的赋税。

## 贸易
当时，首都附近的科伦坡是一个重要港口。在葡萄牙人到来之前，来自印度和阿拉伯的摩尔商人主导著当地的贸易。香料（肉桂、豆蔻、黑胡椒）是主要出口商品，同时，宝石也是一大宗出口商品。占领贾夫纳之后，科提人拥有了珍珠的出口贸易，这给他们带来了巨额财富。葡萄牙人初次到达时的主要目的还只在贸易上。

## 宗教
佛教是主要宗教，且有皇室贊助。佛牙殿在王宮附近建造。波羅迦羅摩巴忽六世建造了科提皇家大佛寺，把佛牙搬來這裡。古老的開拉尼亞皇家大佛寺也獲得他修建。Sri Perakumba Pirivena和Sunethra Devi Pirivena成為國內最著名寺院，持續至今。印度教在社會上也佔有重要地位。大多數佛教寺廟都委託印度教神毗濕奴、穆魯根（室建陀）、帕特提尼和甘巴拉作為該地區的神。沙布摩爾王子（加冕後的普伐內迦巴忽六世）在科提皇家大佛寺的菩提樹附近也建造了一座神社，立誓要擊敗贾夫纳的阿利耶·遮迦羅伐爾帝王朝。賈夫納納魯爾坎達薩米神廟的興建和革新也歸功於他。
葡萄牙人使許多科提人皈依了天主教。科提末代國王唐·若昂·达摩波罗是斯里蘭卡歷史上僅有的兩個天主教君主之一。除此以外，許多其他近現代的君主也只是短暫皈依天主教而已。